# Pelariga
Pelariga é uma povoação portuguesa sede da Freguesia de Pelariga do Município de Pombal, freguesia com 24,65 km² de área e 2012 habitantes (censo de 2021), tendo, por isso, uma densidade populacional de 81,6 hab./km².
A Freguesia da Pelariga foi criada no século XIX por instâncias do Barão da Venda da Cruz. Até 1620 tinha sido uma coutada de caça dos alcaides-mor de Pombal.

## Localidades
Além da sede, a freguesia engloba as seguintes localidades:
Água Travessa - Folgado - Fontinha - Machada - Matosos - Meires - Moncalva - Monte de Vérigo - Quinta do Bolão - Sacutos - Salgueiro - Tinto - Tinto de Baixo - Venda da Cruz - Vérigo.

## Demografia
A população registada nos censos foi:
| Distribuição da População por Grupos Etários | Distribuição da População por Grupos Etários | Distribuição da População por Grupos Etários | Distribuição da População por Grupos Etários | Distribuição da População por Grupos Etários |
| -------------------------------------------- | -------------------------------------------- | -------------------------------------------- | -------------------------------------------- | -------------------------------------------- |
| Ano                                          | 0-14 Anos                                    | 15-24 Anos                                   | 25-64 Anos                                   | > 65 Anos                                    |
| 2001                                         | 333                                          | 309                                          | 1188                                         | 461                                          |
| 2011                                         | 310                                          | 207                                          | 1102                                         | 557                                          |
| 2021                                         | 232                                          | 205                                          | 899                                          | 676                                          |